# Kloetinge
Kloetinge is een dorp in de gemeente Goes in de Nederlandse provincie Zeeland met 3.455 inwoners (2023).

## Geschiedenis
Het ringdorp Kloetinge is een van de oudste dorpen van Zuid-Beveland, ontstaan voor de systematische bedijkingen toen het wonen op natuurlijke hoogten de enige bescherming boden tegen het water.
De stichting van het dorp was omstreeks de 10e eeuw op een kreekrug. Op de plaats van Kloetinge was toen een tijdelijke verblijfplaats van herders, die van Walcheren of Noord-Beveland kwamen. Dat Kloetinge al in de tiende eeuw werd bewoond is gebleken uit archeologische vondsten in de dorpskern in de periode 1967-1969.
Al vroeg in de elfde eeuw is men de dorpskern gaan verstevigen met schapenmest tot een omvangrijke woonhoogte, wat nog steeds zichtbaar is. Hier hangt de dorpsnaam mee samen: kloeten dient opgevat te worden als kluiten. Tijdens opgravingen in het dorpscentrum zijn ongeveer vier meter diepe lagen schapenmest teruggevonden, die dateren uit de elfde en twaalfde eeuw. De schapenteelt is dus nog lange tijd een belangrijk middel van bestaan geweest.
In de 15e eeuw moeten er poortgrachten in Kloetinge zijn geweest, die in de dorpsrekeningen uit die tijd werden genoemd. Deze hebben tot het einde van de 17e eeuw bestaan. Aan noordzijde van de kerk ligt een restant van de oude vaete (dobbe).
Rondom en in het dorp heeft een reeks van kunstmatige hoogten gelegen, die vliedbergen worden genoemd. Ooit zijn dit verdedigbare punten geweest, waarop - in de meeste gevallen - torenachtige bouwwerkjes hebben gestaan. Dit geeft aan dat Kloetinge in de Middeleeuwen van strategische betekenis is geweest.
Goes was in de Tachtigjarige Oorlog in Spaanse handen. In 1572 werd het dorpscentrum van Kloetinge platgebrand door de geuzen die Goes belegerden. In 1578 kwam het gebied in handen van de Prins van Oranje.
In 1216 wordt gesproken over Clotinge, dat later Cloetinge werd en ten slotte Kloetinge. In de volksmond (dialect) spreekt men over Kloetehe of Klusdurp.
In de 15e eeuw stonden er vijf molens, allemaal in het bezit van de ambachtsheren, de heren van Borssele.

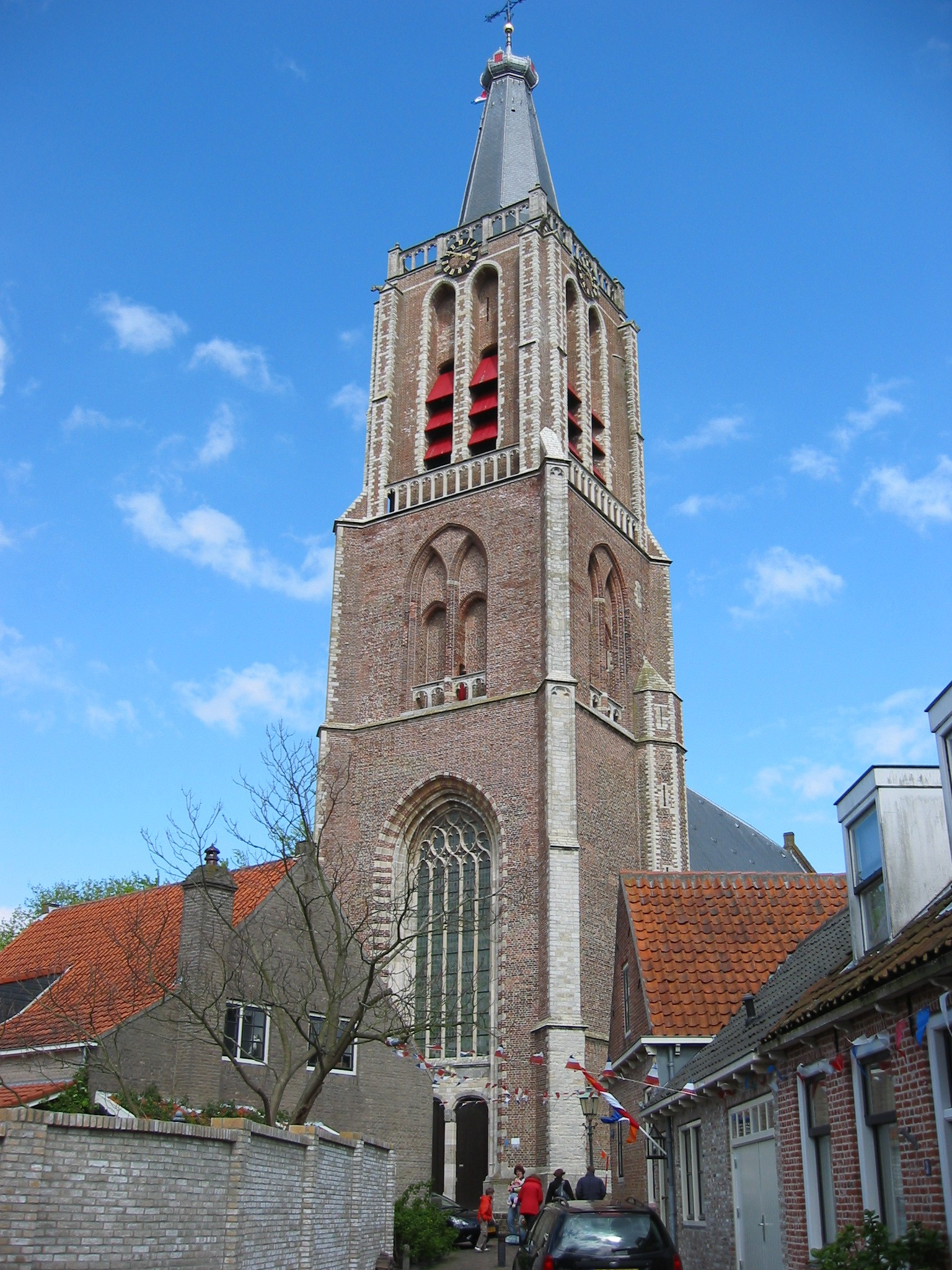
Geerteskerk, de voorkant (westzijde)

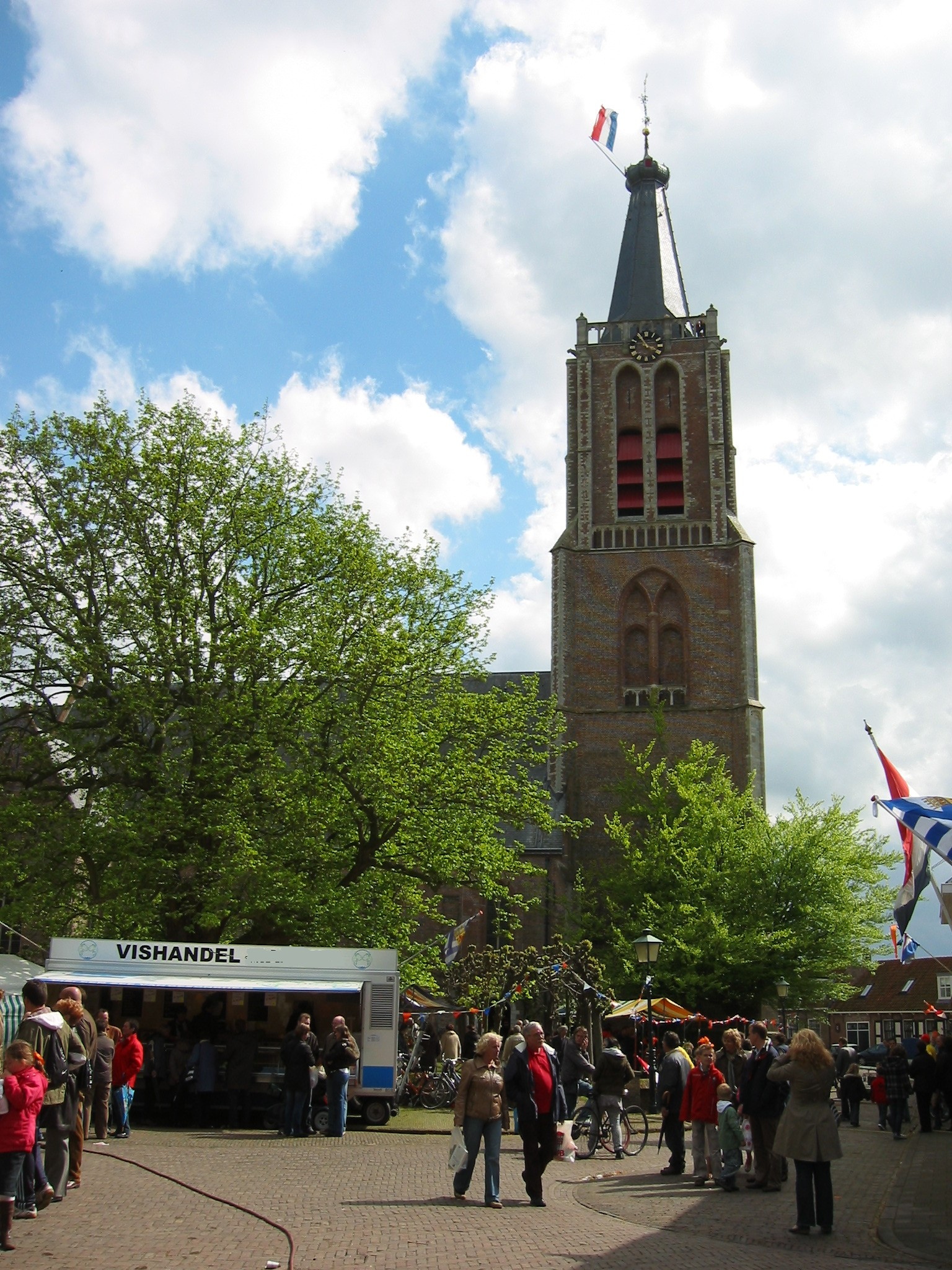
Geerteskerk, gezien vanaf het Marktveld (noordzijde)

Een ander teken van de welvaart in Kloetinge is de imposante Geerteskerk, waaraan men in 1250 (noorderbijkoor) begon te bouwen. Hiervoor stond er eerst een houten kapel, die later werd vervangen door een stenen. Deze werd uitgebouwd tot het majestueuze kerkgebouw. Het bijkoor en het hoofdkoor dateren van de 13e eeuw. Het laatstgenoemde is een mooi voorbeeld van Vlaams-gotische baksteenbouw uit die periode. Het schip van de kerk dateert van de 15e eeuw en was oorspronkelijk driebeukig. In 1500 werd deze vervangen door één beuk. De toren werd in 1494 voltooid. De Geerteskerk is gewijd aan de heilige Geertrudis. Sint Geertruida was/is de beschermster tegen ratten- en muizenplagen.
Naast een grootste kerk verschenen in de omgeving ook verschillende versterkte boerderijen, ofwel kastelen. Een van deze versterkte huizen was het Huis Smallegange, waar de voorouders woonden van de Zeeuwse historicus Mattheus Smallegange (1624-1710), auteur van de Nieuwe Cronyk van Zeeland (1700). Bij de tegenwoordige boerderij Ravenstein in het Noordeinde stond het kasteel Ravenstein, het versterkte huis van de ambachtsheren van Kloetinge. In de 16e en 17e eeuw waren de belangrijkste middelen van bestaan landbouw, zoutwinning en leerbewerking.
Na 1900 was er een snelle groei van inwoners. Dit kwam door het gunstige belastingklimaat. Veel gegoede Goesenaren vestigden zich toen in Kloetinge en het dorp kreeg dan ook de bijnaam 'Het Wassenaar van Zeeland'.
Op 1 januari 1940 werd het noordwestelijke deel van de gemeente Kloetinge geannexeerd door Goes. Daarbij gingen 610 personen over naar de buurgemeente. Na de Tweede Wereldoorlog werd in dit gebied de wijk Goes-Oost gerealiseerd. De gemeente Kloetinge hield als zelfstandige gemeente in 1970 op te bestaan; het werd onderdeel van de gemeente Goes en voor een klein deel van de gemeente Kapelle (omgeving Abbekinderen). Hiermee kwam aan bijna tien eeuwen zelfstandigheid een einde. Tegenwoordig zijn het dorp Kloetinge en de stad Goes aan elkaar vastgegroeid, waarmee Kloetinge in de praktijk bijna een wijk van Goes is geworden. Dit geldt al helemaal voor de nieuwbouwwijken Oostmolenpark en Riethoek, die officieel onder Kloetinge vallen.

## Ambachtsheerlijkheid
Kloetinge heeft een ambachtsheer vanaf ongeveer 1356 met Van Cloetinghes, waarna de heerlijkheid via onder andere Jan van Henegouwen graaf van Beaumont en Jan van Châtillon in de 15e eeuw in bezit kwam van de bekende geslachten Van Borssele en vervolgens Van Brederode. In 1702 komt de ambachtsheerlijkheid via aankoop in bezit van de familie De Jonge (tak van Ellemeet) in welke familie het blijft tot 1763. Daarna erft een lid van de familie Van Rechteren de ambachtsheerlijkheid waarna in 1765 door verkoop de eigendom overgaat op het geslacht Van der Bilt. In 1843 kocht de familie Clotterbooke Patijn de ambachtsheerlijkheid Kloetinge. Tot op heden is de heerlijkheid Kloetinge binnen haar nageslacht gebleven en is nu eigendom van de familie Van Dijk van 't Velde.
Het oude ambachtsherenhuis aan de kerkring werd in 1880 door Clotterbooke Patijn verkocht aan de kerkvoogdij. Deze liet het huis in 1881 afbreken. Het vrijgekomen ruimte was zo groot dat men naast een nieuwe pastorie (tegenwoordig Geertesplein 4) ook een gemeentehuis met secretariswoning (tegenwoordige Geertesplein 5) kon laten bouwen. Al voor de verkoop liet Clotterbooke Patijn enkele honderden meters ten noordoosten van het ambachtsherenhuis, bij een waterpartij, in 1871 het Jachthuis bouwen.

### Ambachtsheren en -vrouwen vanaf medio 18e eeuw
1765 mr. Willem van der Bilt (1720-1786)
- 1786 Zywert Diederik van der Bilt (1749-1809)
  - 1809 Willem van der Bilt (1770-1810)
  - 1809 Hubert Marinus van der Bilt (1779-1842)
- 1843 Johan Cornelis Clotterbooke Patijn (1832-1876)
  - 1876 mr. Johan Jacob Clotterbooke Patijn (1859-1922)
    - 1922 Irmgard Marguérite Clotterbooke Patijn (1896-1984); trouwde in 1923 jhr. Herman Radermacher Schorer (1895-1979)
      - 1984 jkvr. Jeanne Jacqueline Radermacher Schorer (1932-2018);[4] trouwde in 1955 met Jan Godfried Carel van Dijk van 't Velde (1920-2000)

## Sportverenigingen
- VV Kloetinge, voetbalvereniging die meerdere seizoenen op het hoogste amateurniveau heeft gespeeld. De club is opgericht in 1931.
- KV Blauw-Wit, korfbalvereniging
- LTC de Bongerd, tennisvereniging
- Schutterij Ravenstein, handboogsport

## Muziekverenigingen
- Excelsior Kloetinge, de brassband komt landelijk uit in de hoogste afdeling van de KNFM. De vereniging is opgericht in 1899.

## Bezienswaardigheden

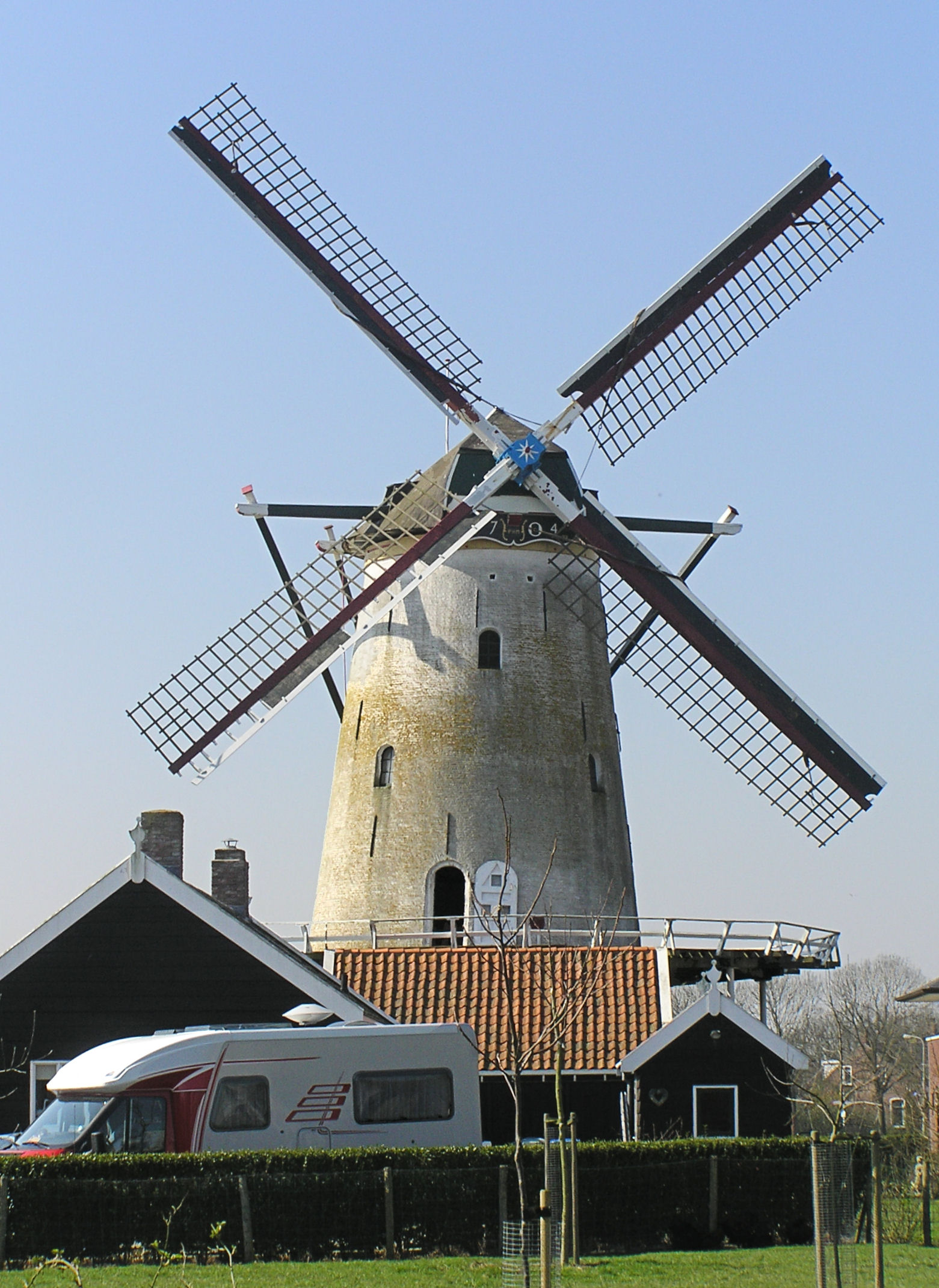
De Oostmolen

Rijksbeschermd gezicht Kloetinge is een van de zeventien beschermde stads- en dorpsgezichten in Zeeland. Kloetinge telt 61 rijksmonumenten.
- Oostmolen
- Geerteskerk
- Marktveld met vate (dorpsvijver)
- Geboortehuis van Buys Ballot aan het Marktveld
- Het Jachthuis, een oude buitenplaats net buiten het dorp
- De Jachthuisstraat
- In Kloetinge staat de grootste mammoetboom van Zeeland[5].

## Bekende inwoners

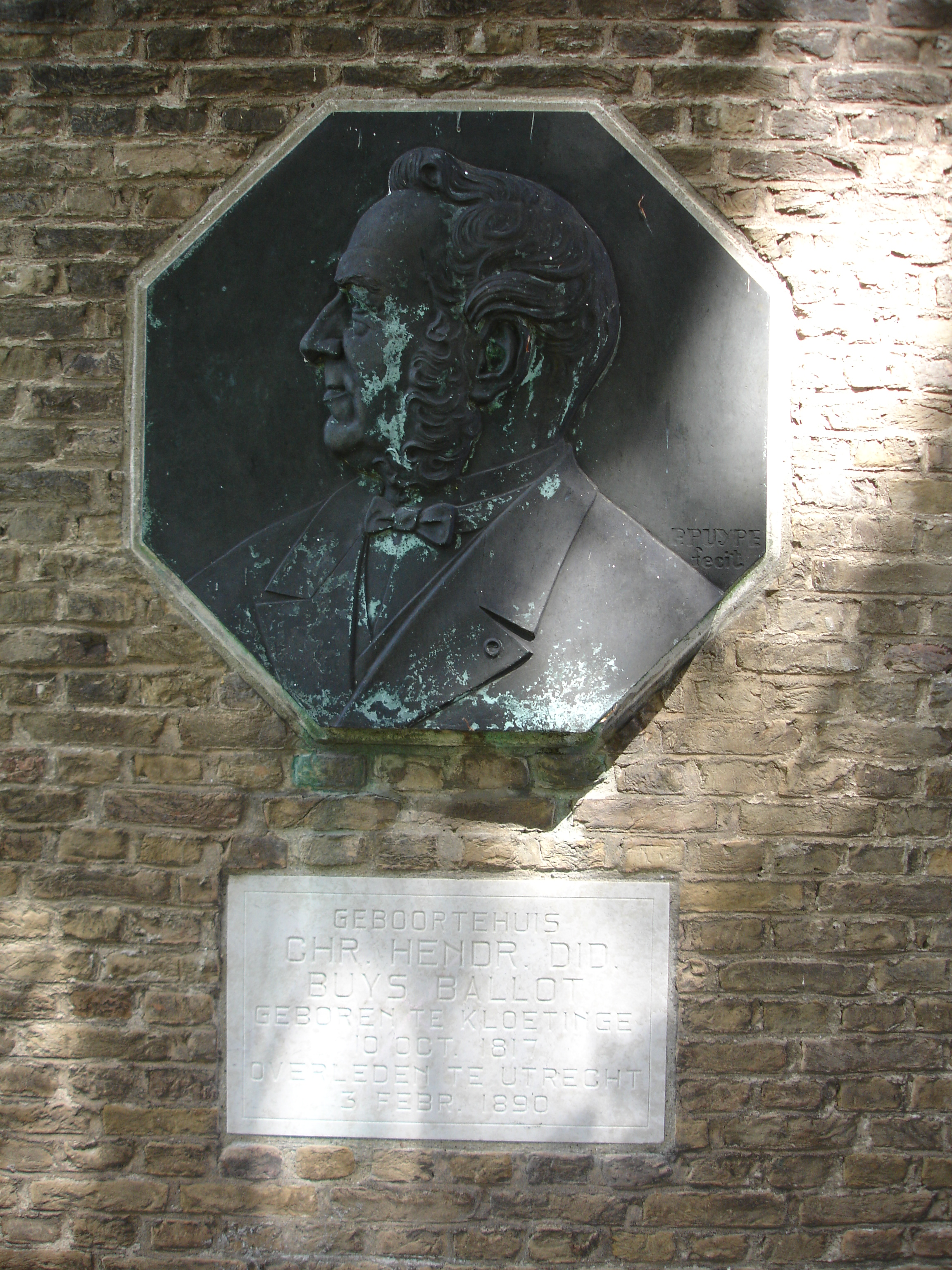
Plaquette aan het geboortehuis van Buys Ballot

- Jan (Johan) Wolfert van Brederode (1599-1655), ambachtsheer van Kloetinge
- Christophorus Buys Ballot (1817-1890), meteoroloog (eerste directeur KNMI), scheikundige en natuurkundige, werd geboren in Kloetinge en woonde daar tot 1820. Een plaquette markeert zijn geboortehuis.
- Margot Gerritsen, wiskundige en hoogleraar Energy Resources Engineering aan de Stanford-Universiteit, geboren en opgegroeid in Kloetinge.
- Nelleke van der Krogt (1948), presentatrice bij de AVROTROS (voorheen bij AVRO).
- Keetie van Oosten-Hage (1949), wielrenster
- Hans Warren (1921-2001), schrijver woonde tot zijn dood met zijn partner Mario Molegraaf in Kloetinge.
- Kees Zwamborn (1952), voormalig voetballer bij Ajax en technisch manager bij Willem II

## Boeken over Kloetinge
- Over ambachtsheren en kasteelbergen. De geschiedenis van twee buitenplaatsen in Kloetinge, M.C. Lenshoek-Smeets en R.H.M. van Immerseel, Goes 2006
- Kloetinge in vroeger tijden, C. van den Bovenkamp, Klaaswaal 2006.
- De Geerteskerk te Kloetinge, G.J. Lepoeter, Goes 2003
- Kloetinge in oude ansichten deel 2, A.J. Blok en L.J. Moerland, Zaltbommel 1993
- Kloetinge van vroeger, J. Weststrate, Kloetinge 1980
- Kloetinge in oude ansichten, J. de Ruiter, Zaltbommel 1977
- Kloetinge, I.H. Vogel-Wessels Boer, Kloetinge 1969